# Can Pobla
Can Pobla és una masia situada al nord del nucli de Matadepera (Vallès Occidental), dins del Parc Natural de Sant Llorenç del Munt. Està catalogada com a bé cultural d'interès local.

## Història
La primera menció documental de l'església de Sant Esteve és del 972, a l'Speculo del monestir de  Sant Llorenç del Munt, en una venda feta feta per Arniscle, anomenat Horuci, i la seva muller Florisenda, al dit monestir de Sant Llorenç, d'una vinya seva. La primera menció a la masia és del 1192.
El 1902, Antoni de Quadras i Feliu, segon fill de l'industrial Josep Quadras i Prim (Vic, 1822-Barcelona, 1901), va comprar la muntanya de la Mola, incloent-hi el monestir i la masia, a Antoni Gros i Pons, i l'any següent, va encarregar a l'arquitecte Enric Fatjó la construcció d'un nou edifici. El 1908, va rebre el títol de comte de Sant Llorenç del Munt de mans del papa Pío  X, homologat a Espanya el 1917.

## Descripció
Del conjunt d'edificacions destaca la casa d'estiueig de la família Quadras. Es tracta d'una edificació semblant a un castell amb merlets i finestres neogòtiques. La planta és irregular, la coberta és composta de teula àrab i en alçada consta de cinc pisos. S'observa una capella amb campanar d'espadanya adossada a la façana nord.
Al costat oest de la propietat hi ha la masoveria, de planta rectangular i coberta de quatre aiguavessos de teula àrab.